# Konstantīns Konstantinovs
Konstantīns Konstantinovs (n. 6 iunie 1978, Liepāja, Republica Sovietică Socialistă Letonă, URSS – d. 28 octombrie 2018) a fost un powerlifter leton. Avea 1,905 m înălțime și greutate corporală între 123,83 și 138,35 kg. Performanțe: împins din culcat 265 de kg, genuflexiune fără bandaje elastice la genunchi 335 de kg, îndreptare clasică fără centură și bretele la mâini 426 de kg. Total: 1026 de kg. Are 4 titluri mondiale, 2 titluri europene și o cupă mondială. Coeficient Wilks: 556,35.